# Ганна Ноні
Ганна Ноні (швед. Hanna Nooni; нар. 9 березня 1984) — колишня шведська тенісистка.
Найвищу одиночну позицію світового рейтингу — 152 місце досягла 18 липня 2005, парну — 146 місце — 13 липня 2009 року.
Здобула 5 одиночних та 3 парні титули туру ITF.
Завершила кар'єру 2011 року.

## Фінали ITF
| турніри $100,000 |
| турніри $75,000  |
| турніри $50,000  |
| турніри $25,000  |
| турніри $10,000  |

### Одиночний розряд: 8 (5–3)
| Результат | Ранг | Дата            | Турнір                        | Покриття   | Суперниця          | Рахунок          |
| --------- | ---- | --------------- | ----------------------------- | ---------- | ------------------ | ---------------- |
| Поразка   | 1.   | 18 серпня 2003  | Сецце, Італія                 | Ґрунт      | Петра Цетковська   | 7–6(5), 3–6, 2–6 |
| Поразка   | 2.   | 16 вересня 2003 | Сандерленд, Велика Британія   | Тверде (i) | Івонн Мойсбургер   | 6–4, 3–6, 1–6    |
| Перемога  | 1.   | 6 вересня 2004  | Мадрид, Іспанія               | Тверде     | Емма Лайне         | 6–4, 6–3         |
| Перемога  | 2.   | 3 липня 2005    | Бостад, Швеція                | Ґрунт      | Еріка Краут        | 6–0, 6–2         |
| Перемога  | 3.   | 17 липня 2005   | Віттель, Франція              | Ґрунт      | Матільда Йоганссон | 6–2, 6–2         |
| Перемога  | 4.   | 28 серпня 2007  | Pörtschach, Австрія           | Ґрунт      | Яніна Тольян       | 6–1, 4–6, 6–1    |
| Поразка   | 3.   | 24 вересня 2007 | Ноттінгем, Велика Британія    | Тверде     | Вероніка Хвойкова  | 2–6, 1–2 ret.    |
| Перемога  | 5.   | 8 липня 2008    | Гархінг-бай-Мюнхен, Німеччина | Ґрунт      | Міхаела Похабова   | 6–2, 7–5         |

### Парний розряд: 13 (3–10)
| Результат | Ранг | Дата            | Турнір                            | Покриття   | Партнерка        | Суперниці                         | Рахунок       |
| --------- | ---- | --------------- | --------------------------------- | ---------- | ---------------- | --------------------------------- | ------------- |
| Поразка   | 1.   | 23 вересня 2002 | Волос, Греція                     | Килим      | Клара Петерссон  | Маґдалена Маршалек Діна Мілошевич | 3–6, 3–6      |
| Поразка   | 2.   | 14 жовтня 2003  | Джерсі, Велика Британія           | Тверде     | Івонн Мойсбургер | Софія Арвідссон Кая Канепі        | 3–6, 5–7      |
| Поразка   | 3.   | 10 травня 2004  | Стокгольм, Швеція                 | Ґрунт      | Софія Арвідссон  | Надія Островська Драгана Зарич    | 6–7(3), 3–6   |
| Поразка   | 4.   | 22 червня 2004  | Бостад, Швеція                    | Ґрунт      | Мірейлл Діттманн | Зузана Гейдова Ванесса Генке      | 6–2, 2–6, 3–6 |
| Перемога  | 1.   | 6 вересня 2004  | Мадрид, Іспанія                   | Тверде     | Емма Лайне       | Кільдін Шевальє Марта Фрага       | 6–3, 7–6(3)   |
| Поразка   | 5.   | 27 червня 2004  | Бостад, Швеція                    | Ґрунт      | Еріка Краут      | Олена Антипіна Надія Островська   | 5–7, 6–3, 3–6 |
| Перемога  | 2.   | 1 травня 2007   | Шарлотсвілл, США                  | Ґрунт      | Еріка Краут      | Ракел Атаво Лілія Остерло         | 7–6(4), 6–4   |
| Перемога  | 3.   | 5 липня 2007    | Бостад, Швеція                    | Ґрунт      | Теодора Мирчич   | Мервана Югич-Салкич Анна Куманту  | 7–5, 7–5      |
| Поразка   | 6.   | 14 липня 2008   | Контрексевіль, Франція            | Ґрунт      | Еріка Краут      | Стефані Форец Орелі Веді          | 4–6, 4–6      |
| Поразка   | 7.   | 22 вересня 2008 | Подгориця, Чорногорія             | Ґрунт      | Еріка Краут      | Неда Козич Сандра Мартинович      | 6–7(5), 2–6   |
| Поразка   | 8.   | 6 жовтня 2008   | Барнстепл, Велика Британія        | Тверде (i) | Еріка Краут      | Келлі Андерсон Емма Лайне         | 2–6, 3–6      |
| Поразка   | 9.   | 29 червня 2009  | Істад, Швеція                     | Ґрунт      | Мелані Клаффнер  | Софія Арвідссон Сандра Рома       | 4–6, 4–6      |
| Поразка   | 10.  | 3 серпня 2009   | Гехінген (Цоллернальб), Німеччина | Ґрунт      | Еріка Краут      | Івонн Мейсбургер Ясмін Вер        | 2–6, 6–7(1)   |